# Gymnophaps
A Gymnophaps a madarak osztályának galambalakúak (Columbiformes) rendjébe, valamint a galambfélék (Columbidae) családjába és a gyümölcsgalambformák (Treroninae) alcsaládjába tartozó nem.

## Rendszerezés
A nemet Salvadori, 1874-ben,  az alábbi 3 vagy 4 faj tartozik ide:
- pápua gyümölcsgalamb (Gymnophaps albertisii)
- hosszúfarkú hegyi gyümölcsgalamb (Gymnophaps mada)
- Gymnophaps stalkeri[1] vagy Gymnophaps mada stalkeri[2]
- malaita-szigeti gyümölcsgalamb (Gymnophaps solomonensis)